# Хргуд (гора)
Хргуд — гора в Республике Сербской. Находится в Восточной Герцеговине, к юго-западу от Берковича и северо-востоку от Столаца. С севера соприкасается со склонами Снежницы. Высота составляет 1109 метров над уровнем моря. Горы частично покрыты лесом, особенно в южной части. На ней расположены несколько небольших населенных пунктов.

## Авиакатастрофа
26 февраля 2004 года о Хргуд разбился самолет президента Македонии Бориса Трайковского, направлявшийся в Мостар для участия в международной конференции стран-доноров. В катастрофе погиб сам президент, несколько сотрудников его администрации и экипаж самолета, состоявший из КВС и второго пилота, при этом все тела, кроме одного из охранников президента, обгорели; два были обнаружены в самолёте, а семь — вне него. Поиски обломков самолёта и тел погибших осложнялись тем, что во время военного конфликта 1992—1995 годов Хргуд и его окрестности были тщательно заминированы, а в районе катастрофы был густой туман. Причиной катастрофы было алкогольное опьянение экипажа, что отчётливо слышно на аудиозаписи, произведённой «чёрными ящиками», и совершённые им ошибки при заходе на посадку, также лепту внесли авиадиспетчеры из французского контингента SFOR, под юрисдикцией которых находился мостарский аэропорт, и которые отдавали команды на родном языке, а не на английском. Что характерно, несмотря на то, что Трайковский пережил два покушения, изначально катастрофа никогда не рассматривалась как изначально спланированная акция, но в 2012 году Игнат Панчевски, представлявший интересы жертв авиакатастрофы, в интервью боснийской газете «Dnevni Avaz» предположил, что самолёт был сбит ракетой класса «воздух-воздух». В связи гибелью Трайковского был объявлен трёхдневный траур в Македонии и однодневный в Боснии и Герцеговине. В 2012—2014 годах было проведено повторное расследование причин авиакатастрофы, уточнившей, что КВС отключил автопилот и недостаточно тщательно изучил метеосводку.

## Уроженцы
На горе Хргуд родился Саво Белович (1904—1942), югославский партизан Второй мировой и первый Народный герой Югославии-уроженец Герцеговины.